# Bayi Nanzi Paiqiu Dui 2014-2015
Questa voce raccoglie le informazioni riguardanti il Bayi Nanzi Paiqiu Dui nelle competizioni ufficiali della stagione 2014-2015.

## Organigramma societario
Area tecnica
- Allenatore: Li Haiyun

## Rosa
| N° | Nome           | Ruolo | Data di nascita   | Nazionalità sportiva |
| -- | -------------- | ----- | ----------------- | -------------------- |
| 1  | Qiu Xuechen    | C     | ? gennaio 1991    | Cina                 |
| 2  | Cui Jun        | P     | ? luglio 1989     | Cina                 |
| 3  | Mao Tianyi     | P     | 2 giugno 1993     | Cina                 |
| 4  | Liu Tingwei    | S/O   | ? giugno 1987     | Cina                 |
| 5  | Ma Xiaoteng    | L     | ? giugno 1991     | Cina                 |
| 6  | Tang Chuanhang | S/O   | 4 ottobre 1995    | Cina                 |
| 7  | Zhong Weijun   | S     | 20 aprile 1989    | Cina                 |
| 8  | Zhao Yichen    | S     | ? dicembre 1989   | Cina                 |
| 9  | Xu Jingtao     | C     | 7 luglio 1988     | Cina                 |
| 10 | Wu Yiwen       | P     | ? luglio 1990     | Cina                 |
| 11 | Wang Xiaoyong  | S     | ? agosto 1996     | Cina                 |
| 12 | Feng Bo        | S     | ? agosto 1994     | Cina                 |
| 13 | Gu Han         | S     | 17 febbraio 1994  | Cina                 |
| 14 | Zhu Jinpeng    | C     | ? maggio 1993     | Cina                 |
| 15 | Wang Xiaowei   | S/O   | ? giugno 1991     | Cina                 |
| 16 | Guo Peng       | C     | ? luglio 1982     | Cina                 |
| 17 | Xu Peng        | S     | 21 settembre 1996 | Cina                 |
| 18 | Geng Weiqiang  | S     | ? settembre 1991  | Cina                 |
| 19 | Chai Ming      | C     | 3 marzo 1995      | Cina                 |
| 20 | Liu Zhaochin   | S/O   | 8 marzo 1991      | Cina                 |

## Mercato
| Acquisti | Acquisti     | Acquisti  | Acquisti   |
| R.       | Nome         | da        | Modalità   |
| -------- | ------------ | --------- | ---------- |
| P        | Mao Tianyi   | Guangdong | definitivo |
| S        | Gu Han       | ?         | ?          |
| S        | Xu Peng      | ?         | ?          |
| C        | Chai Ming    | ?         | ?          |
| S/O      | Liu Zhaochin | ?         | ?          |

| Cessioni | Cessioni      | Cessioni | Cessioni |
| R.       | Nome          | a        | Modalità |
| -------- | ------------- | -------- | -------- |
| P        | You Jun       | ?        | ?        |
| S        | Men Guangdong | ?        | ?        |
| C        | Yang Fan      | ?        | ?        |

## Risultati

### Volleyball League A

#### Regular season

##### Prima fase
| 1ª giornata - 16 novembre 2014 Shaoxing City Gymnasium, Shaoxing            | Zhejiang | 1 - 3 | Bayi     | 17-25, 25-22, 20-25, 16-25        |
| 2ª giornata - 20 novembre 2014 Glory Stadium, Pechino                       | Beijing  | 3 - 1 | Bayi     | 25-22, 26-24, 20-25, 32-30        |
| 3ª giornata - 23 novembre 2014 Huaibei Stadium, Huaibei                     | Bayi     | 3 - 0 | Hebei    | 25-19, 25-23, 27-25               |
| 4ª giornata - 27 novembre 2014 University of Technology Gymnasium, Nanchino | Jiangsu  | 3 - 0 | Bayi     | 25-19, 25-20, 26-24               |
| 5ª giornata - 30 novembre 2014 Huaibei Stadium, Huaibei                     | Bayi     | 3 - 1 | Henan    | 29-27, 25-22, 17-25, 25-13        |
| 6ª giornata - 4 dicembre 2014 Huaibei Stadium, Huaibei                      | Bayi     | 3 - 0 | Zhejiang | 25-13, 25-20, 25-22               |
| 7ª giornata - 7 dicembre 2014 Huaibei Stadium, Huaibei                      | Bayi     | 2 - 3 | Beijing  | 25-19, 19-25, 25-17, 23-25, 13-15 |
| 8ª giornata - 11 dicembre 2014 Shijiazhuang Zhongshan Stadium, Shijiazhuang | Hebei    | 0 - 3 | Bayi     | 17-25, 18-25, 19-25               |
| 9ª giornata - 14 dicembre 2014 Xuchang College Gymnasium, Xuchang           | Henan    | 3 - 0 | Bayi     | 25-19, 25-21, 25-22               |
| 10ª giornata - 18 dicembre 2014 Huaibei Stadium, Huaibei                    | Bayi     | 3 - 0 | Jiangsu  | 25-13, 25-18, 26-24               |

##### Seconda fase
| 11ª giornata - 21 dicembre 2014 Huaibei Stadium, Huaibei                  | Bayi     | 0 - 3 | Shanghai | 22-25, 15-25, 17-25               |
| 12ª giornata - 25 dicembre 2014 Huaibei Stadium, Huaibei                  | Bayi     | 1 - 3 | Shandong | 20-25, 25-21, 23-25, 17-25        |
| 13ª giornata - 28 dicembre 2014 Luwan Gymnasium, Shanghai                 | Shanghai | 3 - 0 | Bayi     | 25-20, 25-19, 25-17               |
| 14ª giornata - 1º gennaio 2015 Laiwu City Gymnasium, Laiwu                | Shandong | 2 - 3 | Bayi     | 25-17, 21-25, 25-19, 23-25, 9-15  |
| 15ª giornata - 4 gennaio 2015 Huaibei Stadium, Huaibei                    | Bayi     | 3 - 0 | Fujian   | 25-15, 25-23, 25-22               |
| 16ª giornata - 8 gennaio 2015 Huaibei Stadium, Huaibei                    | Bayi     | 2 - 3 | Sichuan  | 20-25, 23-25, 25-20, 25-18, 13-15 |
| 17ª giornata - 11 gennaio 2015 Fujian Normal University Gymnasium, Fuzhou | Fujian   | 0 - 3 | Bayi     | 15-25, 25-27, 18-25               |
| 18ª giornata - 15 gennaio 2015 Ziyang Stadium, Ziyang                     | Sichuan  | 2 - 3 | Bayi     | 25-20, 22-25, 25-27, 25-19, 7-15  |

## Statistiche

### Statistiche di squadra
| Competizione        | Punti | In casa | In casa | In casa | In trasferta | In trasferta | In trasferta | Totale | Totale | Totale |
| Competizione        | Punti | G       | V       | P       | G            | V            | P            | G      | V      | P      |
| ------------------- | ----- | ------- | ------- | ------- | ------------ | ------------ | ------------ | ------ | ------ | ------ |
| Volleyball League A | 18    | 9       | 5       | 4       | 9            | 5            | 4            | 18     | 10     | 8      |
| Totale              | -     | 9       | 5       | 4       | 9            | 5            | 4            | 18     | 10     | 8      |

G = partite giocate; V = partite vinte; P = partite perse

### Statistiche dei giocatori
| Giocatore | Volleyball League A | Volleyball League A | Volleyball League A | Volleyball League A | Volleyball League A | Totale | Totale | Totale | Totale | Totale |
| Giocatore | P                   | PT                  | AV                  | MV                  | BV                  | P      | PT     | AV     | MV     | BV     |
| --------- | ------------------- | ------------------- | ------------------- | ------------------- | ------------------- | ------ | ------ | ------ | ------ | ------ |
| Chai M.   | ?                   | ?                   | ?                   | ?                   | ?                   | ?      | ?      | ?      | ?      | ?      |
| Cui J.    | ?                   | ?                   | ?                   | ?                   | ?                   | ?      | ?      | ?      | ?      | ?      |
| Feng B.   | ?                   | ?                   | ?                   | ?                   | ?                   | ?      | ?      | ?      | ?      | ?      |
| Geng W.   | ?                   | ?                   | ?                   | ?                   | ?                   | ?      | ?      | ?      | ?      | ?      |
| Guo P.    | ?                   | ?                   | ?                   | 31                  | ?                   | ?      | ?      | ?      | 31     | ?      |
| Gu H.     | ?                   | ?                   | ?                   | ?                   | ?                   | ?      | ?      | ?      | ?      | ?      |
| Liu T.    | ?                   | ?                   | ?                   | ?                   | ?                   | ?      | ?      | ?      | ?      | ?      |
| Liu Z.    | ?                   | ?                   | ?                   | ?                   | ?                   | ?      | ?      | ?      | ?      | ?      |
| Mao T.    | ?                   | ?                   | ?                   | ?                   | 18                  | ?      | ?      | ?      | ?      | 18     |
| Ma X.     | ?                   | ?                   | ?                   | ?                   | ?                   | ?      | ?      | ?      | ?      | ?      |
| Qiu X.    | ?                   | ?                   | ?                   | ?                   | ?                   | ?      | ?      | ?      | ?      | ?      |
| Tang C.   | ?                   | 231                 | 198                 | 15                  | 18                  | ?      | 231    | 198    | 15     | 18     |
| Wang XW.  | ?                   | ?                   | ?                   | ?                   | ?                   | ?      | ?      | ?      | ?      | ?      |
| Wang XY.  | ?                   | ?                   | ?                   | ?                   | ?                   | ?      | ?      | ?      | ?      | ?      |
| Wu Y.     | ?                   | ?                   | ?                   | ?                   | ?                   | ?      | ?      | ?      | ?      | ?      |
| Xu J.     | ?                   | 183                 | 132                 | 42                  | 9                   | ?      | 183    | 132    | 42     | 9      |
| Xu P.     | ?                   | ?                   | ?                   | ?                   | ?                   | ?      | ?      | ?      | ?      | ?      |
| Zhao Y.   | ?                   | 136                 | 115                 | 12                  | 9                   | ?      | 136    | 115    | 12     | 9      |
| Zhong W.  | ?                   | 289                 | 248                 | 14                  | 27                  | ?      | 289    | 248    | 14     | 27     |
| Zhu J.    | ?                   | ?                   | ?                   | ?                   | ?                   | ?      | ?      | ?      | ?      | ?      |

P = presenze; PT = punti totali; AV = attacchi vincenti; MV = muri vincenti; BV = battute vincenti